# スイス時計協会FH
スイス時計協会FH（すいすとけいきょうかいFH）は、1924年にスイス時計製造業者の連盟として設立されたスイスの時計メーカーで構成される非営利団体（業界団体）である。スイスメーカーの90%、約500社が加盟する。1982年にはスイス時計商工会議所と合併し、現在の形となる。本部はビエンヌに置かれ、東京と香港にセンターを置いている。
FHとは、フランス語名のFederation de l'industrie horlogere suisseからFederation（協会）とHorlogere（時計）を取って名付けられた。
東武ワールドウォッチフェアやオンリーウォッチの後援などを行っている。